# Robot kuchenny

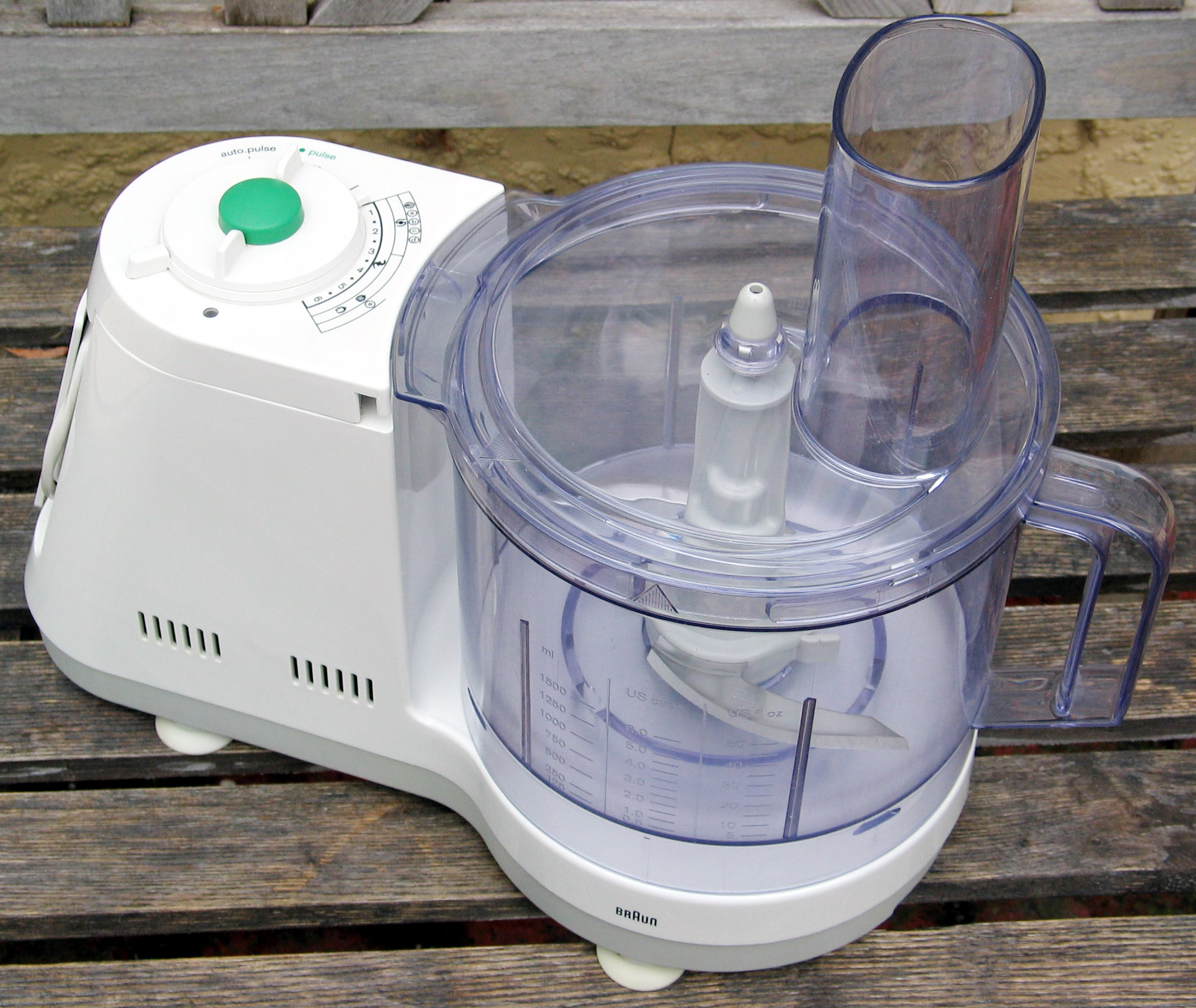
Malakser

Robot kuchenny, wieloczynnościowe urządzenie kuchenne – urządzenie, najczęściej elektryczne, służące do wykonywania wielu czynności związanych z przygotowaniem posiłków. Jest to możliwe dzięki zastosowaniu wymiennych narzędzi, pojemników itp. Najczęściej możliwe jest wykonywanie takich czynności jak siekanie, mieszanie, ucieranie, wyrabianie ciast, mielenie mięsa, mielenie kawy oraz rozdrabnianie warzyw.
Rodzajem robota kuchennego jest malakser, służący do rozdrabniania produktów żywnościowych.